# 良成親王
良成親王（よしなりしんのう/ながなりしんのう）は、南北朝時代から室町時代初期にかけての南朝の皇族。
近世の南朝系図によると、後村上天皇の第六皇子で、母は越智家栄の女・冷泉局（新待賢門院冷泉）とされるが、同時代史料には名が見えないため、親王の実在自体を疑う説は少なくない。だが、征西将軍懐良親王（後醍醐天皇皇子）の跡を継承して九州南軍を指揮した後征西将軍宮（のちのせいせいしょうぐんのみや）とは、良成親王に比定されるのが旧来の通説であり、他に有力な異説も見当たらないため（後述）、本項では後征西将軍宮の事績を親王のそれとして記述する。

## 経歴
正平21年/貞治5年（1366年）頃にわずか数歳で九州征西府（大宰府）へ下向。親王宣下を受けた後、正平24年/応安2年（1369年）12月伊予の河野通直の許に派遣され、しばらく所領訴訟の処理などの領国経営に当たる。この征討行は、四国管領細川頼之の上洛（1367年）後に通直が勢力拡大しつつあるのに乗じ、征西府が瀬戸内海の東上路を確保するため企図したものという。文中3年/応安7年（1374年）冬には征西府（隈部城）へ戻り、叔父・懐良親王から征西将軍職を譲られた。

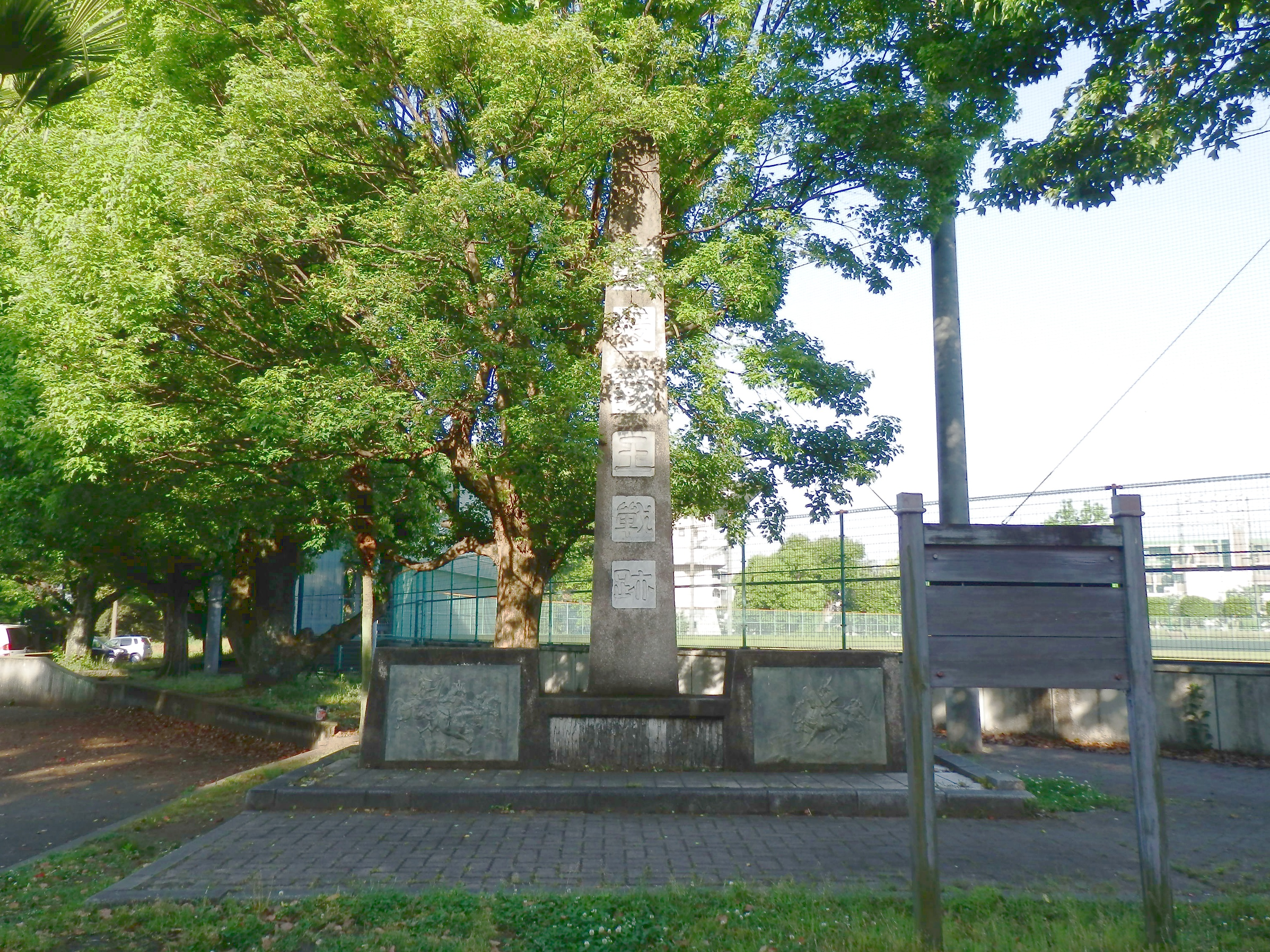
託麻原古戦場（熊本市）

### 託麻原での奮戦
天授2年/永和2年（1376年）夏に親王は菊池賀々丸（後に武興・武朝）に奉じられて肥前国府（佐賀市）へ出陣。幕府方の今川貞世（了俊）の軍と対陣するが交戦には至らず、この間阿蘇氏に令旨を発給して危急に備えている。両軍はそのまま年を越し、天授3年/永和3年（1377年）1月国府近くの千布・蜷打で一戦を交えた（肥前蜷打の戦い）。親王を奉じる菊池軍は一族を率いて奮戦するが、結局大敗を喫して多数の戦死者を出すに終わり、征西府の退勢がいよいよ明らかとなった。戦禍を免れた親王と賀々丸は筑後を経て隈部城に退却したが、今川軍はこれを追撃して肥後に侵入、さらに8月の鎮西合戦勝利に乗じて城の攻略を画策した。天授4年/永和4年（1378年）9月親王は武興に奉じられて託麻原（熊本市東部）で再び今川軍と一戦を交える（託麻原の合戦）。菊池軍は一時苦戦して武興も負傷したが、親王自ら陣頭に立って敵陣に突撃。これに鼓舞された菊池軍の奮戦で、遂に今川軍を敗走させた。もっともこれは南朝方が勝利を収めた最後の大戦となり、征西府の威勢も長くは続かなかった。

### 移ろう征西将軍府

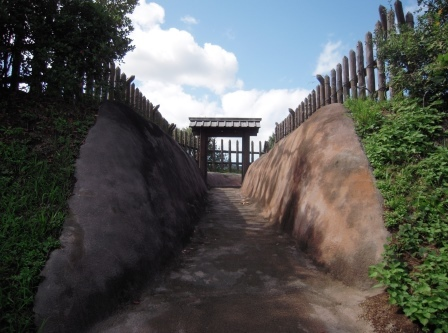
宇土城跡（熊本県宇土市）

託麻原で敗戦した今川仲秋は天授5年/康暦元年（1379年）6月以降しばしば肥後に侵入しては諸城を攻撃し、天授6年/康暦2年（1380年）菊池十八外城への通路を塞いで兵糧の搬入を閉ざし、遠方より包囲する戦法に出た。親王を奉じる菊池氏は隈部城に籠城を続けたが、弘和元年/永徳元年（1381年）6月仲秋の夜襲を受け、武興の本拠隈部城と親王の在所染土城はともに陥落。親王は武興を率いて金峰山中の「たけ」（熊本市河内町岳）に征西府を移した。当時の南朝方はもはや衰亡の色を隠せず、当面「たけ」に潜んで幕府方の攻撃を避けざるを得ない悲運の中、懐良と良成との間、また菊池氏の間でも内訌が生じるという末期的様相を帯びていた。 ところが、弘和3年/永徳3年（1383年）4月今川方の相良前頼が帰順すると、南肥後の南軍がにわかに活気付いて勢力を強め、元中元年/至徳元年（1384年）頃には宇土氏と河尻氏の援助を得て宇土（熊本県宇土市）へ征西府を移転。元中2年/至徳2年（1385年）1月島津氏と前頼の和睦に続き、2月大隅の禰寝氏も帰順し、南九州の諸氏が相次いで今川方から離反する事態に発展した。なお、親王は同年2月に前頼の軍功を賞し、彼を肥前守護職に補している。

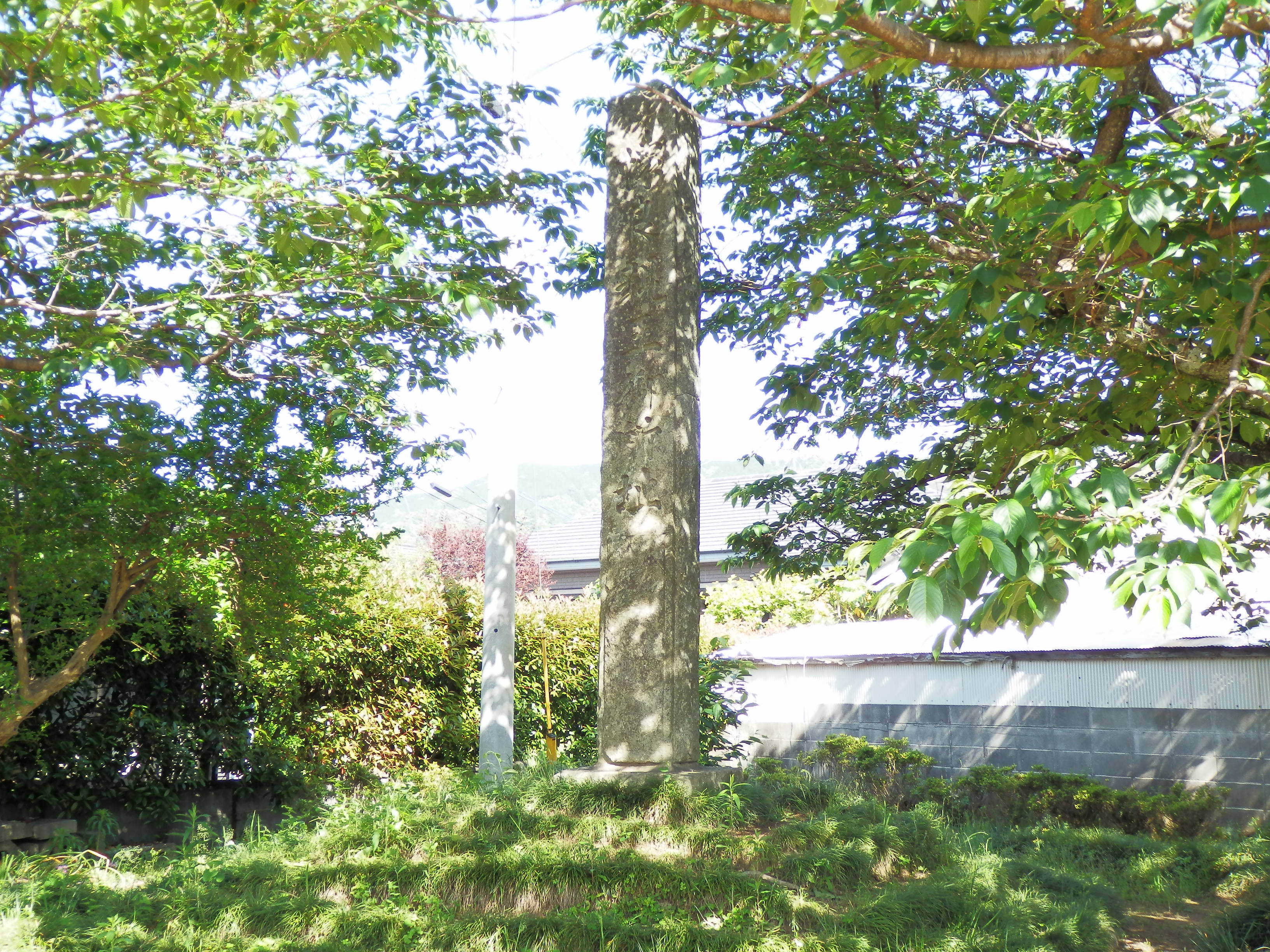
高田御所跡（熊本県八代市）

### 宇土・八代の陥落
了俊はこれに怯まず、元中3年/至徳3年（1386年）夏より宇土・河尻両城への攻撃を敢行した。了俊が隈牟田・赤山など諸城を攻めている最中、前頼は球磨から反撃を加えて征西府の危急を救ったので、元中4年/至徳4年（1387年）7月親王（兵部卿親王）はその軍功を賞している。これより数年は両軍ともに動かず、征西府はしばしの小康を迎えたが、その間には阿蘇氏・名和氏との連合を強めつつ、遠く筑後の五條氏に通じて再興の機会を窺っていたのであろう。しかし、今川貞臣が父・了俊の命で専ら南朝方攻略に従事するようになり、元中7年/明徳元年（1390年）9月肥前深堀氏らの援軍を率いて宇土・河尻両城を陥落する。親王は武朝とともに名和顕興を頼って八代に逃れ、高田（熊本県八代市奈良木町宮園）に征西府を移した。ところが、元中8年/明徳2年（1391年）貞臣はこれを追撃して南進し、八代諸城の攻略を開始。顕興はこれを防がんと転戦するが戦況不利にして敵わず、9月に親王はやむなく今川軍との和睦を結んで八代城も陥落に至った。この際、武朝は行方を晦ましている。

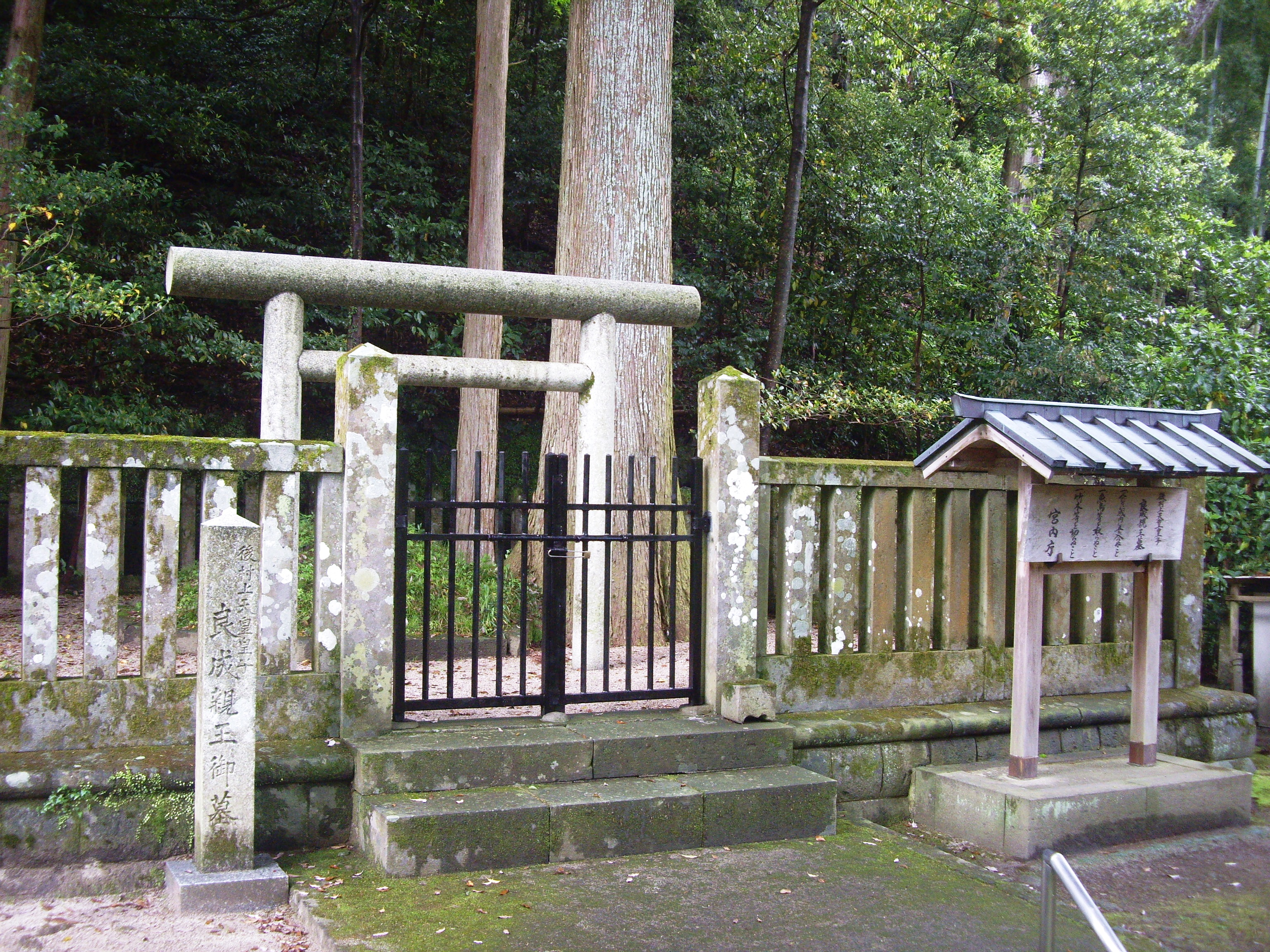
良成親王墓（福岡県八女市
）

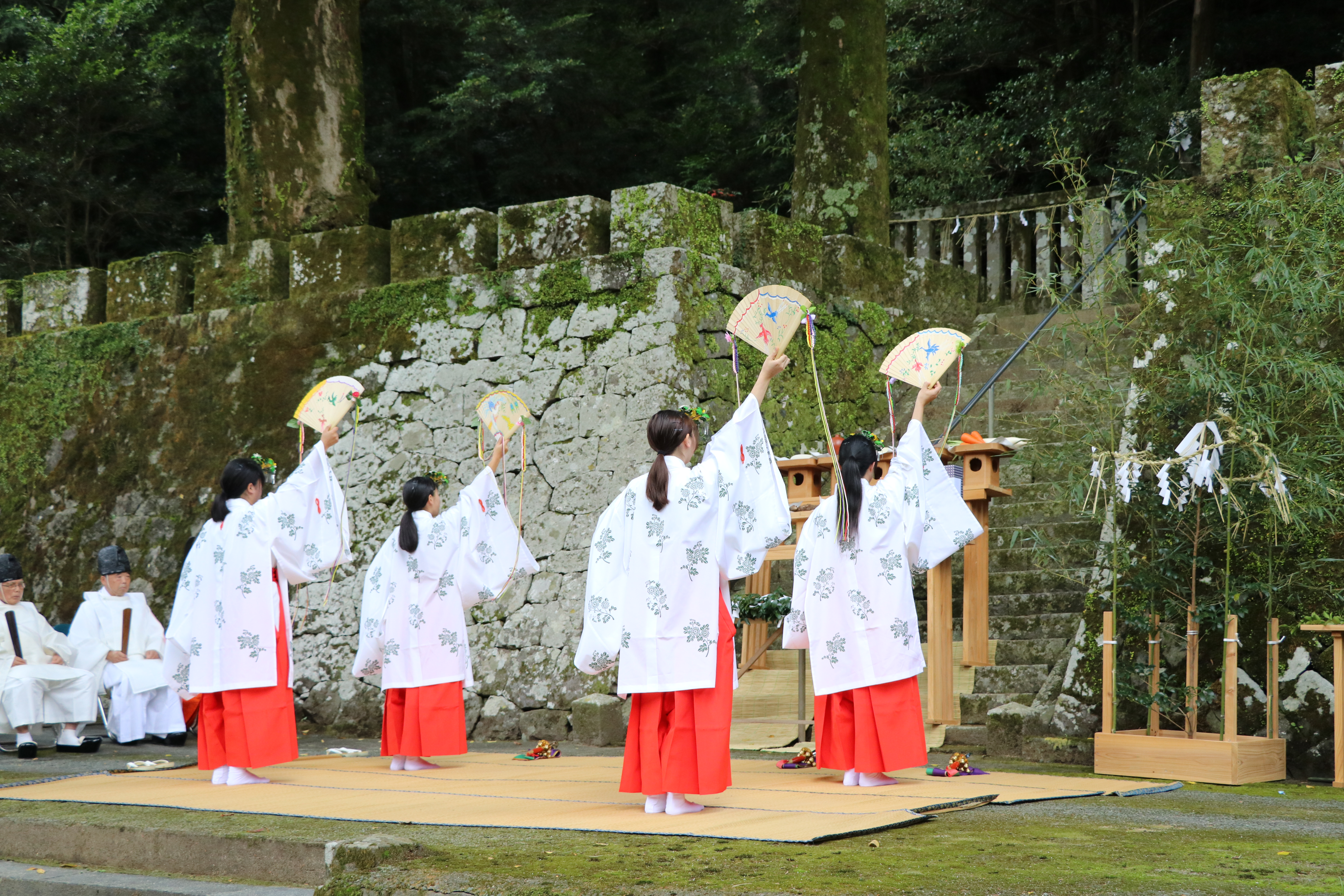
墓前で奉納される浦安の舞

### 南北朝合一と終焉
八代陥落後、残る南朝方の根拠地はわずかに星野、矢部（福岡県八女市矢部村）のみとなった。同年10月筑後守護大友親世らが了俊の命で矢部に来襲するも、五條頼治がこれを防戦して退却させたので、親王はその軍功を賞している。一方中央では、元中9年/明徳3年（1392年）10月南北朝合一の和議（明徳の和約）が成立。後亀山天皇は北朝・後小松天皇に神器を譲渡して、57年に及ぶ南朝の歴史に幕を下ろしたのであった。この報がいつ九州にもたらされたかは知る由もないが、親王がなおも征西府の再興を期していたことは、令旨に南朝元号である「元中」を継続使用していることからも察せられよう。具体的には、元中10年/明徳4年（1393年）2月阿蘇惟政に挙兵を促すべく、日向・豊後両守護職並びに肥後八代・豊田両荘を賞として与えることを約し、元中11年/応永元年（1394年）12月頼治の子に良量の名を賜って筑前阿蘇一族の跡を宛行い、五條氏を激励した事実がある。元中12年/応永2年（1395年）10月大友氏一族という道徹なる者が矢部に侵入したが、頼治・菊池氏が活躍してこれを撃退した。親王は同月20日付でその軍功を賞して良量宛に自筆の感状を与えており、その別筆奥書から、親王が当時なお矢部大杣に隠棲していたことが判明する。しかし、これが親王の消息を知り得る最後の史料となり、間もなく親王は30代半ばで薨去したと推測される。妻子の存在は明らかでないが、子孫が肥後米良山に入山したとの説もある。
墓所は、八女市矢部村北矢部字御側の御霊舎跡とする伝承があり、1878年（明治11年）5月宮内省によって正式に治定された。御側（おそば）は大杣の転訛と言われ、今も龍顔峰・三倉・王谷尻・公卿坂・見参平などの小字が残るという。忌日とされる毎年10月8日には墓前で公卿唄（くげうた）や浦安の舞が奉納される。

## 後征西将軍宮の比定
一般的に良成親王に比定されている後征西将軍宮だが、同時代史料には「将軍宮」と呼ばれているため、諱を明記した確実な史料は存在しない。

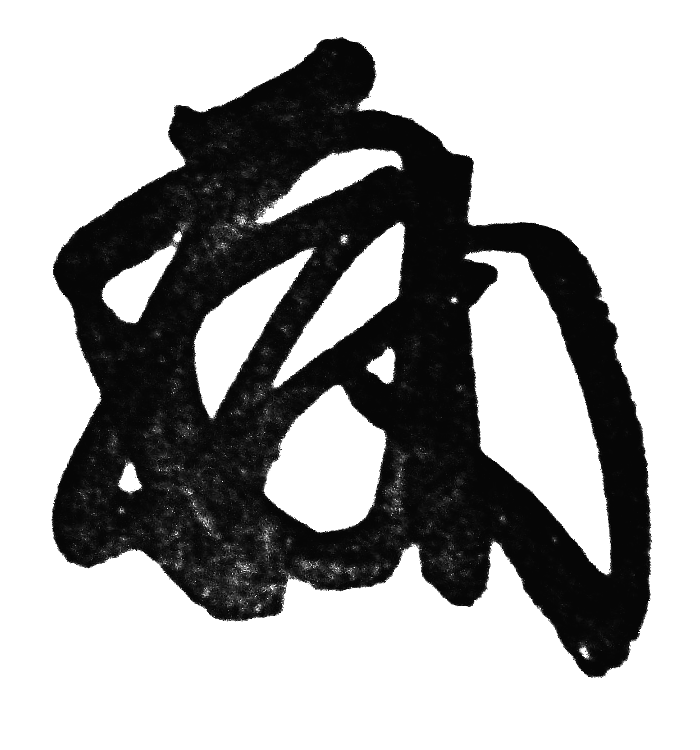
良成親王の花押

後征西将軍宮の比定をめぐって、近世には泰成親王（後村上天皇第四皇子、良成の兄）とする説がむしろ主流であり、井沢長秀（『菊池伝記』）を筆頭に八木田政名（『新撰事蹟通考』）・船曳鉄門・樋口真幸（『後征西大将軍考』）など、およそ九州の学者らはこの説を踏襲していた。これに対して良成親王とする説を強く主張したのが肥後熊本藩医の田中元勝であり、その著『征西大将軍宮譜』（『肥後文献叢書6』所収）によれば、泰成親王との説は親王が大宰帥であることから推測した妄説に過ぎず、『古本帝王系図』に「鎮西宮」として見える良成親王こそが将軍宮であろうとした。この説は菅政友の『南山皇胤譜』や藤田明の『征西将軍宮』において確定的に継承され、今日の通説化に至ったようである。
もっとも八代国治によれば、『古本帝王系図』は元禄頃の偽作で信頼に値しないといい、また中村直勝のように、良成を後村上の皇子とせず、懐良親王の嫡子と推定する見解もない訳ではないが、弘和4年（1384年）の『菊池武朝申状』に「将軍宮御事、被受正平之勅裁、為故大王御代官」とある文言から、将軍宮が後村上の皇子であることは認めてよかろう。ただ、その諱は前述のとおり史料がなく、かつ泰成以下の諸皇子においても九州に下向した形跡が確認できないため、消去法的に旧来の良成親王説を通説として採用しているのが現状である。

## 関連項目

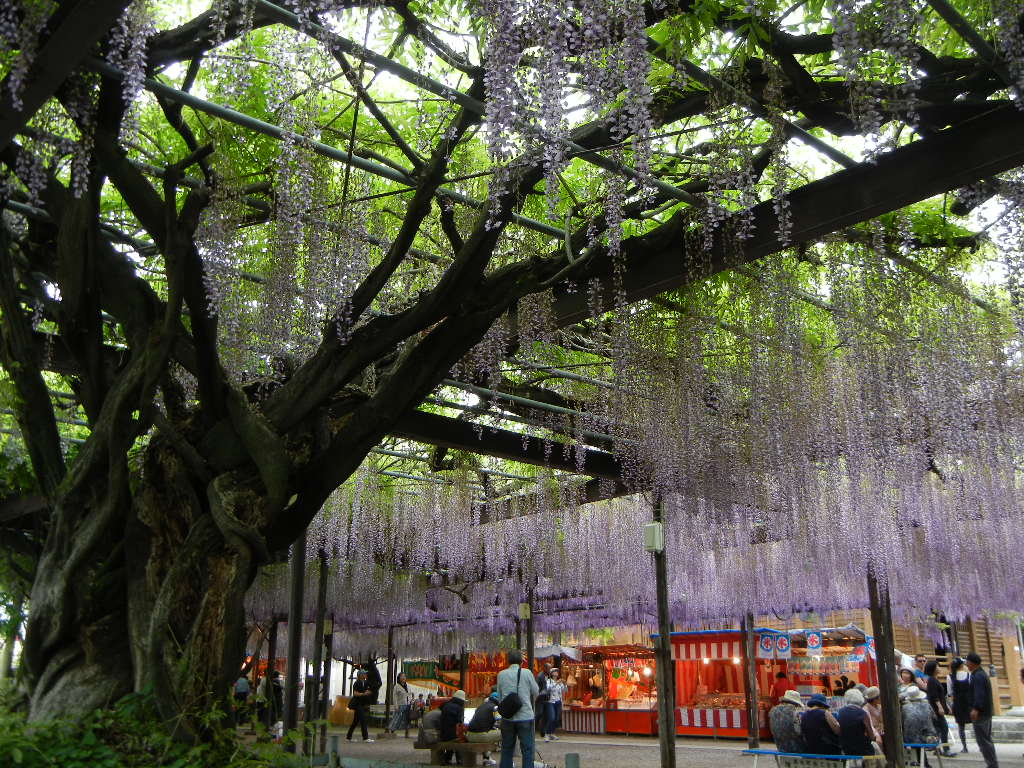
黒木の大藤（福岡県八女市）